# Åmåls stadshotell
Åmåls stadshotell är ett hotell i kvarteret Liljan Mindre vid Kungsgatan 9 i Åmål. Byggnaden, som uppfördes 1903–1904, är byggnadsminne sedan den 17 april 1978.

## Historia
Åmåls stadshotell byggdes åren 1903–1904 efter ritningar av Ture Stenberg. Vid renoveringar på 1940- och 1950-talen borttogs en del av den yttre dekoren, bland annat festonger och konsoler. På 1960-talet gjordes en tillbyggnad mot norr, varvid nordfasaden ändrades.
Stadshotellet byggdes på en tomt, som hade förstörts i en brand den 15 januari 1902, varvid det tidigare stadshotellet blev till aska. Det nya hotellet invigdes den 3 april 1905, efter en försening på grund av att en acetylengasanläggning, som försåg hotellet med belysning, hade exploderat.
Utbyggnaden längs Norra Långgatan inrymde tidigare en mjölkbar "bakfickan" med egen entré. Hotellet har periodvis varit i privat ägo, det har inrymt nattklubb med disco och slets hårt en period i slutet av 1900-talet. Hotellet köptes tillbaka av Åmåls kommun och 1999 inleddes en första renoveringsetapp med ändringsförslag av arkitekt Anders Andén. Hotellet är nu i drift med ett 30-tal rum. Äldre fast inredning i exempelvis trapphus, festsal och matsalar har i stor utsträckning bevarats.

## Beskrivning
Stadshotellet i Åmål är centralt beläget mellan Södra Ågatan och Norra Långgatan med sin huvudfasad vänd mot Kungsgatan. Byggnadsminnets skyddsområde sammanfaller med fastigheten Liljan Mindre 1, och omfattar hotellbyggnaden uppförd 1903–1904 och dess tillbyggnad mot nordost från 1960-talet, samt en bakom hotellet placerad vinkelbyggd annexbyggnad i gulmålat trä. Annexet har klassicistiska stildrag och har antagligen byggts för hotellets behov under 1920-talet. Närmast Södra Ågatan, mellan 1960-talsutbyggnaden och grannfastigheten finns en trädgård ritad av landskapsarkitekten Karin Lindahl bestående av en grusad yta med planteringar.

### Exteriör
Byggnaden är uppförd i två våningar med inredd vind under plåtklätt mansardtak. Fasaderna är täckta med vitmålad spritputs och slätputsade hörn och lisener. Huvudfasadens mittparti accentueras av en rusticerad portal och en frontespis i jugendstil. Entrén består av en parspegeldörr i rödbrunt trä med glasad överdel och lunettformat överljusfönster. Byggnaden har T-postfönster med småspröjsad överdel och hela rutor i de nedre lufterna. På övre våningen sitter på huvudfasaden mot sydväst två balkonger med smidesräcken och på gaveln mot nordväst finns fyra balkonger. På baksidan finns längs Norra Långgatan en låg äldre utbyggnad, "bakfickan" med fönster och taklist i samma stil som hotellet i övrigt. Intill denna finns en tillbyggnad från 1960-talet i funktionalistisk stil med takterrass med järnräcke.

### Interiör
Innanför entrén till Åmåls stadshotell möter man först trapphuset med dess bevarade ursprungliga trappsteg i vit marmor och vitmålade smidesräcken. Till vänster om trappan finns reception och lobby där en del nya väggöppningar tillkommit, innanför receptionen finns ett modernt restaurangkök. I bottenvåningens nordvästra del finns matsal med ursprungliga taklister i stuck, den mindre matsalen mot Kungsgatan har manshöga boaserade väggfält. Sextiotalets utbyggnad mot nordost inrymmer kök, pannrum och "sommarrestaurangen" en serveringslokal med bardisk där taket stöttas av en centralt placerad, rund betongpelare. Denna är nedtill klädd med kopparplåt och upptill med karosseripanel, och avslutas med en konformad övergång mot taket. På övervåningen finns en stor festsal med låga boaseringar, listinramade väggfält och taklister av stuck. En mindre samlingssal kallad "klubben" är placerad mitt i huset och har dörrar vars överdel har etsade glas med fågelmotiv. Vid sydöstra gaveln finns ett enklare trapphus med kalkstenstrappa med smidesräcke. Hotellrummen är renoverade med nya möbler och dörrar i äldre stil, på vindsvåningen finns en större svit.